# Slag bij Lewis's Farm
De Slag bij Lewis's Farm vond plaats op 29 maart 1865 in Dinwiddie County, Virginia tijdens de Amerikaanse Burgeroorlog. Deze slag was het begin van de Appomattox-veldtocht waarbij het beleg van Petersburg beëindigd werd en Robert E. Lee tot overgave gedwongen werd in Appomattox Courthouse.
Op 29 maart 1865 begon het lente-offensief van de Noordelijken onder leiding van Ulysses S. Grant. De cavalerie, onder leiding van generaal Philip Sheridan, en het V korps werden naar Dinwiddie Courthouse gestuurd om de rechterflank van de verdediging bij Petersburg onder Lee aan te vallen. Het Noordelijke V korps, onder leiding van Kemble Warren, stak de Rowanty Creek over om via de Quaker Road het kruispunt van Boydton Plank te bereiken. Daar botsten ze op verschillende Zuidelijke brigades onder leiding van Bushrod Johnson. Na een kort maar hevig vuurgevecht trokken de Zuidelijke eenheden zich terug in hun loopgraven bij White Oak Road.
De brigade onder leiding van generaal Joshua L. Chamberlain naderde de Zuidelijke stellingen. De Luitenant-generaal Richard H. Anderson stuurde twee brigades naar voor om Chamberlain te onderscheppen. Chamberlain raakte gewond in het vuurgevecht en zijn linie was bijna gebroken. Dankzij de versterking van vier kanonnen kon hij zijn troepen hergroeperen en de tegenaanval inzetten. Chamberlain en zijn mannen veroverden de vijandelijke stellingen.

## Bron
- National Park Service - Lewis's Farm